# Blue Kids
Blue Kids è un film del 2017 diretto da Andrea Tagliaferri e prodotto dal noto regista Matteo Garrone.  Si tratta dell'opera prima di Tagliaferri come regista. Il film presenta Fabrizio Falco e Agnese Claisse come attori protagonisti, nel ruolo di due fratelli che uccidono il loro padre per motivi economici.

## Trama
Gianmaria e Claire sono fratello e sorella e vivono la loro giovinezza con un certo lassismo. Molto inclini al facilitarsi la vita con ogni mezzo, i due non si fanno scrupoli nello sgusciare in sacrestia dopo aver preso la comunione per rubare i soldi delle offerte ed utilizzare quei soldi per scorrazzare in macchina e pagare una prostituta che vada a letto con entrambi. I due ragazzi non si disperano più di tanto neanche quando la loro madre, malata terminale, muore: appena dopo il funerale ricorrono addirittura a degli artifici per mascherare delle lacrime che altrimenti non avrebbero versato. In seguito alla morte della donna i due hanno un solo pensiero: ottenere al più presto l'eredità. Alla lettura del testamento, tuttavia, i due scoprono con rammarico che la loro mamma ha deciso di lasciare ogni avere al padre, e che qualora volessero impugnare il testamento ciò richiederebbe uno sforzo economico non da poco.
I ragazzi chiedono dunque al padre di dar loro parte dell'eredità, ma l'uomo si rifiuta ed intima loro di lavorare nella sua fattoria se vogliono di che vivere. I due, tuttavia, non ci stanno: Claire circuisce un ragazzo da sempre innamorato di lei e lo convince ad aiutare lei e suo fratello a rapinare il padre e la sua compagna alla vigilia della loro partenza per una vacanza a Parigi. La rapina finisce tuttavia con la morte dei due ed un conseguente occultamento di cadaveri. Una volta ottenuti i soldi in questo modo illecito, i due sembrano non rendersi bene conto di cosa hanno fatto e iniziano dunque a sperperare il denaro e divertirsi. Ancora una volta i due hanno una relazione carnale a pagamento con la stessa ragazza, questa volta una giovane barista V, che accetta di prostituirsi perché ha un figlio a carico. I due cercano anche di entrare in contatto con il loro complice, ma lui si rifiuta di averci a che fare. Nel frattempo i ragazzi cercano di mascherare il misfatto anche con la loro nonna, dicendole che il padre è semplicemente partito per la sua vacanza.
Man mano che vanno avanti le giornate, tuttavia, i due sono sempre più schiacciati fra il terribile senso di colpa per quello che hanno fatto ed una vita che in fin dei conti non riesce a soddisfarli al 100%. Fra attimi di sconforto che scivolano addirittura nella violenza fra di loro e momenti più o meno felici, Claire si ritrova a rivelare quello che lei e suo fratello hanno fatto a V. A questo punto, spaventati dalle conseguenze del loro gesto, i due rapiscono V e il loro complice, non risparmiandosi nemmeno nel picchiare selvaggiamente quest'ultimo. Dopo averli portati in luogo isolato, i due finiscono con l'uccidere il loro complice e risparmiare V, convinti che lei non avrebbe parlato con nessuno. A questo punto i fratelli ritornano a casa loro: Claire rimane per un po' in macchina con una terrorizzata V, ma alla fine la lascia andare; Gianmaria piange invece disperato nel suo letto, consolato da sua nonna che sembra aver intuito che cosa è successo.

## Produzione
Il regista ha dichiarato che il film nasce dalla volontà di dare una voce al "senso di vuoto". Il produttore del film Matteo Garrone ha invece affermato di aver concesso la sua totale fiducia a Tagliaferri, finanziando il progetto ma lasciando nel contempo carta bianca al regista.

## Distribuzione
Dopo essere stato presentato nel concorso principale del 35° Torino Film Festival, il film è stato distribuito nei cinema italiani nel 2017, promosso anche attraverso un tour dello stesso Matteo Garrone che ha presentato l'opera in alcune sale cinematografiche. Successivamente il film è stato inserito dalla RAI nel suo catalogo multimediale: dopo una prima visione in prima serata su RAI 4 avvenuta il 27 settembre 2020, Blue Kids è stato reso disponibile sulla piattaforma online RAIPlay.

## Accoglienza

### Incassi
Blue Kids ha incassato 7600 euro.

### Critica
Il film ha ricevuto un'accoglienza mista dalla critica. Marzia Gandolfi di Mymovies assegna al film 2,5 stelle su 5 affermando che l'opera è in grado di inchiodare lo spettatore e stuzzicarlo come se fosse una pedina, ma nel contempo non offre una "metafora politica del male che rimane dunque un atto gratuito, un puro esercizio estetico": Emiliano Monreale de La Repubblica afferma invece che il film mostra un innegabile talento visivo del regista ma nel contempo presenta un'aria da partito preso con una dinamica di fondo prevedibile. Su Cineforum viene definito: "un film quasi totalmente di regia".